# Вашингтон (округ Грін, Вісконсин)
Вашингтон (англ. Washington) — місто (англ. town) в США, в окрузі Ґрін штату Вісконсин. Населення — 842 особи (2020).

## Демографія
Згідно з переписом 2010 року, у місті мешкало 809 осіб у 308 домогосподарствах у складі 243 родин. Було 322 помешкання
Расовий склад населення:
| - 97,9 % — білих - 1,0 % — азіатів - 0,2 % — чорних або афроамериканців - 0,1 % — корінних американців |

До двох чи більше рас належало 0,1 %. Частка іспаномовних становила 2,0 % від усіх жителів.
За віковим діапазоном населення розподілялося таким чином: 23,6 % — особи молодші 18 років, 62,6 % — особи у віці 18—64 років, 13,8 % — особи у віці 65 років та старші. Медіана віку мешканця становила 42,5 року. На 100 осіб жіночої статі у місті припадало 98,8 чоловіків;  на 100 жінок у віці від 18 років та старших — 102,0 чоловіків також старших 18 років.
Середній дохід на одне домашнє господарство  становив 97 270 доларів США (медіана — 80 417), а середній дохід на одну сім'ю — 107 331 долар (медіана — 85 729). Медіана доходів становила 47 273 долари для чоловіків та 39 219 доларів для жінок. За межею бідності перебувало 3,7 % осіб, у тому числі 5,4 % дітей у віці до 18 років та 4,2 % осіб у віці 65 років та старших.
Цивільне працевлаштоване населення становило 495 осіб. Основні галузі зайнятості: освіта, охорона здоров'я та соціальна допомога — 22,2 %, виробництво — 16,0 %, роздрібна торгівля — 11,7 %, будівництво — 9,5 %.